# NGC 7303
NGC 7303 (другие обозначения — PGC 69061, UGC 12065, MCG 5-53-4, ZWG 495.5, KAZ 293, IRAS22292+3042) — спиральная галактика (Sbc) в созвездии Пегас.
Этот объект входит в число перечисленных в оригинальной редакции «Нового общего каталога».